# Эпизод 2 (Твин Пикс)
«Эпизод 2» (иногда упоминается как «Дзен, или Умение поймать убийцу») — третий эпизод первого сезона американского детективного телесериала «Твин Пикс». Сценарий был написан создателями сериала, Дэвидом Линчем и Марком Фростом; Линч выступил в качестве режиссёра. В эпизоде приняли участие постоянные актёры сериала, включая Кайла Маклахлена, Майкла Онткина, Рэя Уайза и Ричарда Беймера; при участии Майкла Дж. Андерсона в роли Человека из другого места, а также Мигеля Феррера в роли Альберта Розенфилда, и Дэвида Патрика Келли в роли Джерри Хорна.
В центре сюжета телесериала — расследование убийства старшеклассницы Лоры Палмер (Шерил Ли) в маленьком городке Твин Пикс в штате Вашингтон. В этом эпизоде агент ФБР, Дейл Купер (Маклахлен), рассказывает Шерифу Труману (Онткин) и его помощникам об уникальном способе сужения круга подозреваемых в деле об убийстве Палмер. Между тем, циничный коллега Купера, Альберт Розенфилд (Феррер), прибывает в город; ночью Купер видит странный сон, который выводит расследование на новый уровень.
«Эпизод 2» был впервые показан 19 апреля 1990 года на телеканале ABC; зрительская аудитория в Соединённых Штатах составила 19,2 миллионов человек, с приблизительной долей просмотра в 21% наличной аудитории. Эпизод был благосклонно воспринят критиками, которые также рассматривали его как новаторский на телевидении. Эпизод оказал влияние на несколько последующих сериалов и был неоднократно спародирован на телевидении. Теоретическое истолкование серии выделило его эвристику, априорное знание, и сексуальный подтекст нескольких персонажей.

## Сюжет

### Предпосылки
Жители маленького вымышленного города Твин Пикс, штат Вашингтон, потрясены новостью об убийстве старшеклассницы Лоры Палмер (Шерил Ли) и покушении на убийство её одноклассницы Роннетт Пуласки (Фиби Августин). Специальный агент ФБР Дейл Купер (Кайл Маклахлен) приезжает в Твин Пикс для расследования убийства, и первыми подозреваемыми стали Бобби Бригз (Дэна Эшбрук), парень Палмер, и Джеймс Хёрли (Джеймс Маршалл), с которым Лора изменяла Бригзу. Однако другие жители города имеют свои подозрения: жестокий наркоторговец и дальнобойщик Лео Джонсон (Эрик ДаРе) рассматривается как возможный подозреваемый
.

### События
Обед членов семьи Хорн — Бена (Ричард Беймер), Одри (Шерилин Фенн) и Джонни (Роберт Бауэр) — прерывается приездом брата Бена, Джерри (Дэвид Патрик Келли). Братья разделяют багеты с сыром Бри между собой, и Бен рассказывает Джерри про убийство Лоры Палмер и провал проекта Гоуствуд. Братья решают посетить заведение «Одноглазый Джек» – казино и бордель, находящееся на границе Канады и Соединённых Штатов, где Джерри подбрасывает монету, чтобы решить, кто первым переспит с новой проституткой клуба; Бен побеждает.
Бобби Бригз и Майк Нельсон (Гаррисон Хершбергер) заезжают в лес, чтобы забрать тайную поставку кокаина, но попадают в засаду Лео Джонсона, требующего от них $
10 000. Лео также намекнул, что подозревает кого то, кто спит с его женой Шелли (Мэдхен Амик). На следующий день, когда Бобби решает навестить Шелли у неё дома, он обнаруживает, что Лео избил её.